# La Comictiva
La Cómictiva fue una revista de cómics fundada en Bilbao en 1994, en cuyos 20 números se dieron a conocer multitud de autores, fundamentalmente vascos, hasta el 2001, fecha en que se editó su última entrega. Su editor y fundador fue Natxo Allende, alias "Torbe" (quien tiempo después se convirtió en un actor y productor integrado a la industria pornográfica), junto a Jon Navarro, alias "Jonardo". La Comictiva publicó de forma independiente un buen número de revistas.

## Trayectoria
El primer número del fanzine/revista fue subvencionado por el Ayuntamiento de Bilbao. Ese hecho causó odios e indiferencias con los dibujantes del fanzine "TMEO".
En el Saló del Cómic de Barcelona, se desató una polémica entre Natxo Allende y Joan Navarro, director de Glénat, cuando éste, en una mesa redonda que presidía, osó llamar "fanzine" a La Comictiva, cosa que hizo cabrear a su editor, Natxo Allende, y tiró ahí mismo todos los cómics que en ese momento estaba presentando la editorial de Joan Navarro. Todo el mundo se creyó que estaba preparado, pero no lo estaba. El editor francés de Navarro, quedó encantado con tal performance.

## Colaboradores
La revista fue el vehículo donde presentar los trabajos de la EKE-ACE, La Asociación de cómic del País Vasco, es decir, una sociedad de dibujantes vascos de cómics. Numerosos autores pasaron por la revista, entre ellos cabe destacar los siguientes:
- Los críticos de cómics: Manuel Barrero,  Borja Crespo, Carlos Cristóbal, Rubén Ontiveros y Javier Riva,
- Los dibujantes de cómics: Álex de la Iglesia, Santiago Segura, Javirroyo, Roberto Garay, Mauro Entrialgo, Paco Alcázar, Abel Ippólito, Roberto Bergado, María Colino, Bernardo Vergara, Lalo Kubala, José Luis Agreda (autor de Barrabás y el elefante errante), Jali, Josep Busquet, Pablo Velarde, Ramón F. Bachs, Fermín Solís, Alfredo Requejo, Del Peral Pineda, Pedro Vera y Jon Mikel Udakiola, entre otros.
- Natxo Allende, además de hacer sus propias páginas, se encargaba, como editor y director, de

lleva todo el trabajo, buscar la publicidad, tirar de la oreja a los colaboradores más lentos (entre los que me incluyo), hacer sus páginas, etc. Yo creo que funciona por él, y que se podría seguir el ejemplo, aunque fuese con otros contenidos.

## Números
- Número 1. Bilbao Resurge
- Número 2. Extra Post Verano
- Número 3. Todo Garay
- Número 4. Entrevista a Álex de la Iglesia
- Número 5. Que pasa con el cómic vasco?
- Número 6. Especial el cómic y la música
- Número 7. Entrevista a Alvarortega
- Número 8. Especial Terror
- Número 9. Entrevista a Miguel Ángel Martin
- Número 10. Especial Cómic y Futbol
- Número 11. Mención Especial Angouleme
- Número 12. Pasión Irrefrenable
- Número 13. América América
- Número 14. Especial Chicas
- Número 15. Especial Quinto Aniversario
- Número 16. Especial Tele Basura
- Número 17. 100% Cómic
- Número 18. Especial Fin de Milenio
- Número 19. Especial Desamor
- Número 20. Último número

## Contenido
| Números | Años | Título              | Autoría          | Tipo  |
| ------- | ---- | ------------------- | ---------------- | ----- |
|         | 1994 | Los años conjurados | José Luis Ágreda | Serie |
|         | 1996 | Barrabás            | José Luis Ágreda | Serie |

## Premios
- Finalista en dos ediciones de los premios del Saló del cómic de Barcelona 1996 al mejor fanzine.
- Premio al mejor fanzine europeo en Angouleme 1997